# Carutapera (kommun)
Carutapera är en kommun i Brasilien.   Den ligger i delstaten Maranhão, i den nordöstra delen av landet, 1 600 km norr om huvudstaden Brasília. Antalet invånare är 22 008. Carutapera ligger på ön Ilha Sapeca.
Följande samhällen finns i Carutapera:
- Carutapera

Trakten runt Carutapera består huvudsakligen av våtmarker. Runt Carutapera är det glesbefolkat, med 15 invånare per kvadratkilometer.